# George Willem van Brunswijk-Lüneburg
George Willem van Brunswijk-Lüneburg (Herzberg, 26 januari 1624 — Wienhausen, 28 augustus 1705) was van 1648 tot 1665 hertog van Brunswijk-Calenberg en van 1665 tot aan zijn dood hertog van Brunswijk-Lüneburg. Hij behoorde tot het Nieuwere Huis Lüneburg.

## Levensloop
George Willem was de tweede zoon van hertog George van Brunswijk-Calenberg en diens echtgenote Anna Eleonora, dochter van landgraaf Lodewijk V van Hessen-Darmstadt. Hij studeerde in Utrecht en ondernam uitgebreide reizen, waaronder naar Wenen. 
In 1648 stond zijn oudste broer Christiaan Lodewijk aan George het hertogdom Brunswijk-Calenberg af, een functie waarbij hij resideerde in de stad Hannover. Onder George Willem gebeurden er ettelijke bouwwerken in de stad en werd de stadsomwalling van Hannover versterkt. Bovendien liet hij in 1652 een groentetuin aanleggen in Linden, nabij Hannover.
George Willem was oorspronkelijk verloofd met Sophia van de Palts (1630-1714), dochter van keurvorst Frederik V van de Palts, maar in 1658 stond hij haar af aan zijn jongste broer Ernst August. Toen zijn oudere broer Christiaan Lodewijk in 1665 stierf, erfde George Willem in 1665 het hertogdom Brunswijk-Lüneburg. Omdat zijn broer Johan Frederik de regering van het hertogdom trachtte over te nemen, stond hij na onderhandelingen het hertogdom Brunswijk-Calenberg aan Johan Frederik af. George Willem ging als hertog van Brunswijk-Lüneburg vervolgens resideren in Celle.
Op 11 augustus 1675 vocht hij samen met hertog Karel IV van Lotharingen in de Slag bij de Konzer Brucke, die een onderdeel van de Hollandse Oorlog was, tegen de Franse maarschalk François de Créquy.
In de Schoonse Oorlog tussen Brandenburg en Zweden nam hij van 1675 tot 1676 als opperbevelhebber van de Duits-Deense troepen aan de Bremen-Verdense veldtocht deel.
In 1676 huwde George Willem met Eleonora d'Olbreuse (1639-1722), een hugenote afkomstig uit de lagere adel. Onder invloed van zijn vrouw vaardigde hij in april 1684 een edict uit waarin hij alle Franse hugenotenvluchtelingen welkom heette en ondersteuning beloofde. Zijn hof in Celle werd op die manier een grote Hugenotenkolonie, waarbij meestal uit Poitou afkomstige vluchtelingen snel opklommen naar de leidende posities.
George Willem en Eleonora hadden een dochter Sophia Dorothea (1666-1726). Zij huwde in 1682 tegen haar zin met haar neef George Lodewijk (1660-1727), de oudste zoon van de jongste broer George Willem, Ernst August, die in 1692 verheven werd tot keurvorst van Hannover en in 1714 koning van Groot-Brittannië werd.
In 1689 brak er na het overlijden van hertog Julius Frans van Saksen-Lauenburg een successieoorlog uit in het hertogdom. George Willem bezette Saksen-Lauenburg en verenigde het de facto in een personele unie met Brunswijk-Lüneburg. Keizer Leopold I bezette echter het Land Hadeln, een exclave van het hertogdom Saksen-Lauenburg dat voortaan onder keizerlijk bestuur kwam. 
In 1705 stierf George Willem op de hoge leeftijd van 81 jaar. Zijn schoonzoon George Lodewijk verenigde na zijn dood het hertogdom Brunswijk-Lüneburg met het keurvorstendom Hannover. George Willem werd bijgezet in de Vorstelijke Crypte van het Slot van Celle.
Bij de Griekse Zendria Buccolini had hij een buitenechtelijke zoon: Lucas van Bocco (overleden in 1727), die officier werd in een dragonderregiment.

## Voorouders
| Voorouders van George Willem van Brunswijk-Lüneburg | Voorouders van George Willem van Brunswijk-Lüneburg                                       | Voorouders van George Willem van Brunswijk-Lüneburg                                       | Voorouders van George Willem van Brunswijk-Lüneburg                                       | Voorouders van George Willem van Brunswijk-Lüneburg                                       | Voorouders van George Willem van Brunswijk-Lüneburg                                        | Voorouders van George Willem van Brunswijk-Lüneburg                                        | Voorouders van George Willem van Brunswijk-Lüneburg                                               | Voorouders van George Willem van Brunswijk-Lüneburg                                               |
| --------------------------------------------------- | ----------------------------------------------------------------------------------------- | ----------------------------------------------------------------------------------------- | ----------------------------------------------------------------------------------------- | ----------------------------------------------------------------------------------------- | ------------------------------------------------------------------------------------------ | ------------------------------------------------------------------------------------------ | ------------------------------------------------------------------------------------------------- | ------------------------------------------------------------------------------------------------- |
| Overgrootouders                                     | Hendrik I van Brunswijk-Lüneburg (1468-1532) ∞ Margaretha van Saksen (1469-1528)          | Hendrik I van Brunswijk-Lüneburg (1468-1532) ∞ Margaretha van Saksen (1469-1528)          | Hendrik V van Mecklenburg (1479-1552) ∞ Ursula van Brandenburg (1488-1510)                | Hendrik V van Mecklenburg (1479-1552) ∞ Ursula van Brandenburg (1488-1510)                | Frederik I van Denemarken (1471-1533) ∞ Anna van Brandenburg (1487-1514)                   | Frederik I van Denemarken (1471-1533) ∞ Anna van Brandenburg (1487-1514)                   | Magnus I van Saksen-Lauenburg (1470-1543) ∞ 1589 Catharina van Brunswijk-Wolfenbüttel (1488-1563) | Magnus I van Saksen-Lauenburg (1470-1543) ∞ 1589 Catharina van Brunswijk-Wolfenbüttel (1488-1563) |
| Grootouders                                         | Ernst I van Brunswijk-Lüneburg (1497-1546) ∞ 1561 Sophia van Mecklenburg-Schwerin (-1541) | Ernst I van Brunswijk-Lüneburg (1497-1546) ∞ 1561 Sophia van Mecklenburg-Schwerin (-1541) | Ernst I van Brunswijk-Lüneburg (1497-1546) ∞ 1561 Sophia van Mecklenburg-Schwerin (-1541) | Ernst I van Brunswijk-Lüneburg (1497-1546) ∞ 1561 Sophia van Mecklenburg-Schwerin (-1541) | Christiaan III van Denemarken (1503-1559) ∞ 1598 Dorothea van Saksen-Lauenburg (1511-1571) | Christiaan III van Denemarken (1503-1559) ∞ 1598 Dorothea van Saksen-Lauenburg (1511-1571) | Christiaan III van Denemarken (1503-1559) ∞ 1598 Dorothea van Saksen-Lauenburg (1511-1571)        | Christiaan III van Denemarken (1503-1559) ∞ 1598 Dorothea van Saksen-Lauenburg (1511-1571)        |
| Ouders                                              | Willem V van Brunswijk-Lüneburg (1535-1592) ∞ 1561 Dorothea van Oldenburg (1546-1617)     | Willem V van Brunswijk-Lüneburg (1535-1592) ∞ 1561 Dorothea van Oldenburg (1546-1617)     | Willem V van Brunswijk-Lüneburg (1535-1592) ∞ 1561 Dorothea van Oldenburg (1546-1617)     | Willem V van Brunswijk-Lüneburg (1535-1592) ∞ 1561 Dorothea van Oldenburg (1546-1617)     | Willem V van Brunswijk-Lüneburg (1535-1592) ∞ 1561 Dorothea van Oldenburg (1546-1617)      | Willem V van Brunswijk-Lüneburg (1535-1592) ∞ 1561 Dorothea van Oldenburg (1546-1617)      | Willem V van Brunswijk-Lüneburg (1535-1592) ∞ 1561 Dorothea van Oldenburg (1546-1617)             | Willem V van Brunswijk-Lüneburg (1535-1592) ∞ 1561 Dorothea van Oldenburg (1546-1617)             |
| George Willem van Brunswijk-Calenberg (1624-1705)   |                                                                                           |                                                                                           |                                                                                           |                                                                                           |                                                                                            |                                                                                            |                                                                                                   |                                                                                                   |